# Gouvernement Goumba
Le Gouvernement Goumba est le gouvernement de la République centrafricaine de la publication du décret présidentiel  du 31 mars 2003, jusqu’à la nomination du Gouvernement Gaombalet 1, le 12 décembre 2003. Il s’agit du premier gouvernement nommé par le Président François Bozizé.

## Composition
Le gouvernement Goumba est composé de 28 membres, dont le Président de la République, le Premier ministre, 21 ministres et 2 ministres délégués, 3 Secrétaires d’État.

### Président de la République
- Président de la République, chef de l'État, ministre de la Défense, chargé de la restructuration de l'armée: général, François Bozizé

### Premier ministre
- Premier ministre, chef du Gouvernement, ministre de l'Économie, des Finances, du Budget, du Plan, et de la Coopération internationale: Pr Abel Goumba (FPP[3])

### Ministres
- Ministre des Affaires étrangères, de l'Intégration régionale et de la Francophonie: Karim Meckassoua (CPC[4])
- Ministre de la Justice et des Droits de l'Homme: Faustin M'bodou (société civile)
- Ministre de l'Intérieur chargé de la Sécurité publique: lieutenant-colonel Michel Paulin Bondéboli
- Ministre de l'Administration du territoire: Marcel Malonga
- Ministre de l'Energie et des Mines: Lieutenant Sylvain N'Doutingai
- Ministre de la Modernisation et du Développement de l'agriculture: Pierre Gbianza (société civile)
- Ministre chargé du Développement de l'élevage: Denis Kossi-Bella (MLPC)
- Ministre de la Santé et de la Population: Pr Nestor Mamadou Nali (société civile)
- Ministre de l'Éducation nationale, de l'Alphabétisation, de l'Enseignement supérieur et de la Recherche: Bévarah Lala (MUD[5])
- Ministre de l'Équipement et des Transports: Pokomandji Sonny
- Ministre de la Famille, des Affaires sociales et de la Solidarité nationale: Léa Doumta (PUN[6])
- Ministre du Commerce, de l'Industrie et de la Promotion du secteur privé: Yacinthe Wodobodé
- Ministre des Eaux, Forêts, Chasse et Pêche: Maurice Yondo
- Ministre de l'Environnement et de l'Ecologie nationale: Joseph Kitiki Kouamba
- Ministre de la Fonction publique, du Travail, de la Sécurité sociale et de l'Insertion sociale: Jacques Bothy (société civile, USTC[7])
- Ministre de la Communication, de la Réconciliation nationale, de la Culture démocratique et civique: capitaine Parfait M'Baye
- Ministre de la Reconstruction des édifices publics, de l'Urbanisme, et des Logements: Abraham Goto N'Goulou (Fodem[8])
- Ministre des Postes et Télécommunications chargé des nouvelles technologies: Idriss Salao (RDC[9])
- Ministre du Développement, du Tourisme et de l'Artisanat: Bruno Dacko (MDD[10])
- Ministre de la Jeunesse, des Sports, des Arts et de la Culture: Léon Salam (PSD[11])
- Ministre chargé du Secrétariat général du gouvernement et des Relations avec le Conseil national de transition: Zarambaud Assingambi (société civile)

### Ministres délégués
- Ministre délégué auprès du Premier ministre, chargé de l'Économie, des Finances et du Budget: Daniel N'ditiféi Boysémbé (MDI-PS[12])
- Ministre délégué au Plan et à la Coopération internationale: Philippe Ouaradagué

### Secrétaires d’État
- Secrétaire d'État à la Défense chargé du Désarmement: colonel Jules Ouandé
- Secrétaire d'État aux Affaires étrangères, à l'Intégration régionale et à la Francophonie: Charles Ouénézoui (société civile)
- Secrétaire d'État à l'Éducation nationale, chargé de l'Enseignement supérieur et de la Recherche: Lazare Yagao N'Gama